# Catheline Périer-D'Ieteren
Catheline Périer-D'Ieteren (Lasne-Chapelle-Saint-Lambert, 5 juillet 1944) est une historienne belge de l’art, spécialisée en peintures et retables flamands des XVe et XVIe siècles et en conservation-restauration du patrimoine.

## Biographie

### Formation et carrière
Licenciée en histoire de l’art et archéologie à l’Université libre de Bruxelles (ULB) en 1968, Catheline Périer-D’Ieteren commence sa carrière scientifique au musée de Mariemont, où elle est secrétaire-assistante au sein du service éducatif. En 1969, elle participe à la réunion triennale du Comité de Conservation du Conseil international des musées (ICOM-CC) à Amsterdam. Elle y rencontre René Sneyers, directeur de l’Institut royal du patrimoine artistique (IRPA), qui l’engage à l’atelier de restauration des peintures de l’Institut en 1971 pour mener des recherches sur les peintures flamandes qu’Albert Philippot restaure. En 1973, elle devient assistante à l’ULB au département d’Histoire, Arts et Archéologie de la Faculté de Philosophie et Lettres auprès du professeur Paul Philippot.
Catheline Périer-D’Ieteren quitte l’IRPA en 1977 pour se concentrer sur ses fonctions et activités à l’ULB. En 1981, elle obtient un doctorat en Philosophie et Lettres, en présentant une thèse intitulée Colyn de Coter et les ateliers brabançons de peinture de la fin du XVe et du début du XVIe siècle, et poursuit sa carrière académique dans cette même institution jusqu’en 2014. Elle y enseigne notamment la technologie des arts plastiques, la peinture flamande et européenne du XVe au XVIIe siècle et la théorie et l’histoire de la conservation-restauration. En 1979, elle créé la revue des Annales d’histoire de l’art et d’archéologie de l’ULB et en 1989, le Centre de recherches et d’études technologiques des arts plastiques (CRETAP). Également titulaire de cours à l’École nationale supérieure des arts visuels de La Cambre (ENSAV) depuis 1979, elle contribue avec René Sneyers (IRPA), Paul Philippot (ULB) et Joseph Noiret (ENSAV) à la création de l’atelier de restauration en 1980, œuvrant par là même à rapprocher les historiens de l’art de l’ULB et les restaurateurs d’œuvres d’art de La Cambre.
Catheline Périer-D’Ieteren donne aussi cours à l’étranger, notamment de 1978 à 1990 à l’Institut français de restauration des œuvres d’art (IFROA, actuellement INP), où elle enseigne la technique picturale flamande du XVe siècle. Active au sein du Comité de Conservation de l’ICOM depuis 1979, elle en exerce la fonction de présidente de 1993 à 1996. Entre 1995 et 2019, elle effectue de nombreuses missions pour la Commission européenne et pour le Centre international d’études pour la conservation et la restauration des biens culturels (ICCROM) à Rome, principalement dans le cadre de la conservation-restauration du patrimoine et de la formation. Elle est également membre de nombreux conseils scientifiques belges et internationaux traitant de ces mêmes matières.
En 2017, Catheline Périer-D’Ieteren crée la Fondation Périer-D’Ieteren, qui soutient des activités de recherche, d’étude et d’enseignement consacrées à la peinture et la sculpture des Pays-Bas méridionaux (XVe – XVIIe siècles) et à l’histoire de la restauration,,. Aujourd’hui professeur émérite de l’Université libre de Bruxelles, elle est à la fois membre titulaire de l’Académie royale d’archéologie de Belgique et de la Classe des Arts de l’Académie royale des sciences, des lettres et des beaux-arts de Belgique, pour qui elle exerce aussi depuis 2019 la fonction de déléguée auprès de l’Union académique internationale (UAI).
Catheline Périer-D’Ieteren est l’auteur de plus de cent cinquante publications et communications sur la peinture européenne en général, et la peinture flamande des XVe et XVIe siècles en particulier, sur les retables brabançons de cette même époque, sur l’application des méthodes d’investigation scientifique à l’étude des œuvres d’art, sur les techniques picturales ainsi que sur les problèmes de conservation-restauration des biens culturels et la sensibilisation du public au patrimoine.

### Autres activités professionnelles
- 1994-2003 : membre de la Commission royale des Monuments et des Sites de la Région de Bruxelles-Capitale[13],[14].
- 1997-2002 : coordinateur de programmes européens (Sensibilisation du public à la sauvegarde du patrimoine[15], Itinéraire belge et bruxellois des retables brabançons à volets sculptés et peints, Itinéraire bruxellois des vitraux).
- 1999-2002 : membre étranger au conseil scientifique du Centre de recherche et de restauration des musées de France (C2RMF).
- 2001-2010 : présidente du conseil scientifique du Centre régional de conservation-restauration de Basse-Normandie[16].
- 2005-2007 : présidente du groupe d’experts pour le classement des biens culturels mobiliers en Communauté française.
- Depuis 2005 : membre du conseil scientifique du Centre des Primitifs flamands (IRPA)[17].
- 2006-2016 : présidente du comité de gestion du Fonds René et Karin Jonckheere de la Fondation Roi Baudouin[18].

### Comités scientifiques en conservation-restauration

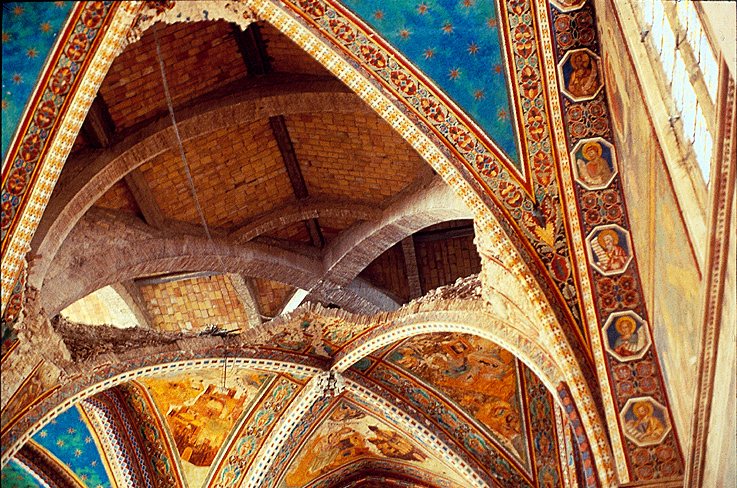
Dégâts du tremblement de terre de 1997 dans la basilique Saint-François d'Assise.

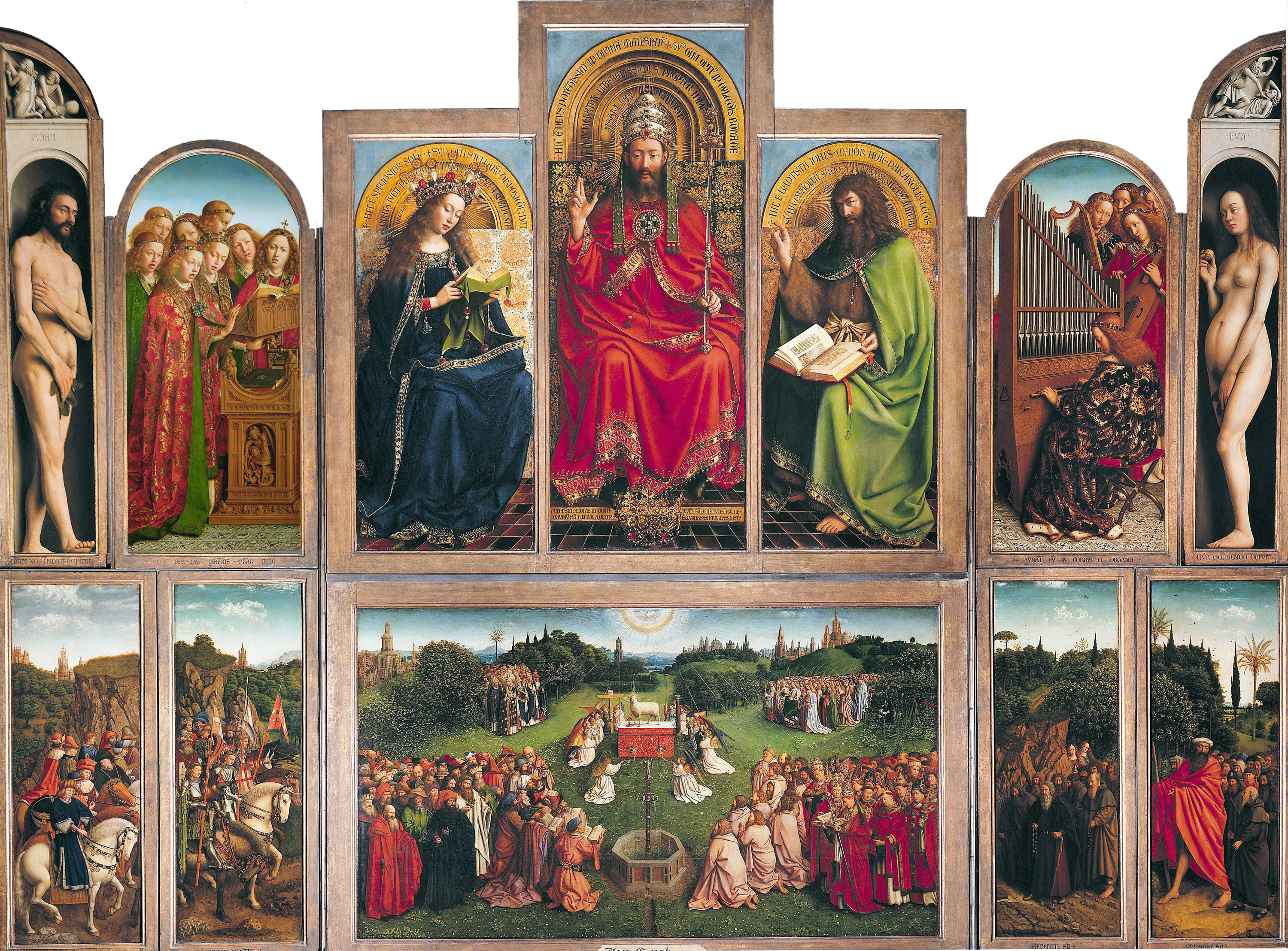
Retable de l'Agneau Mystique.

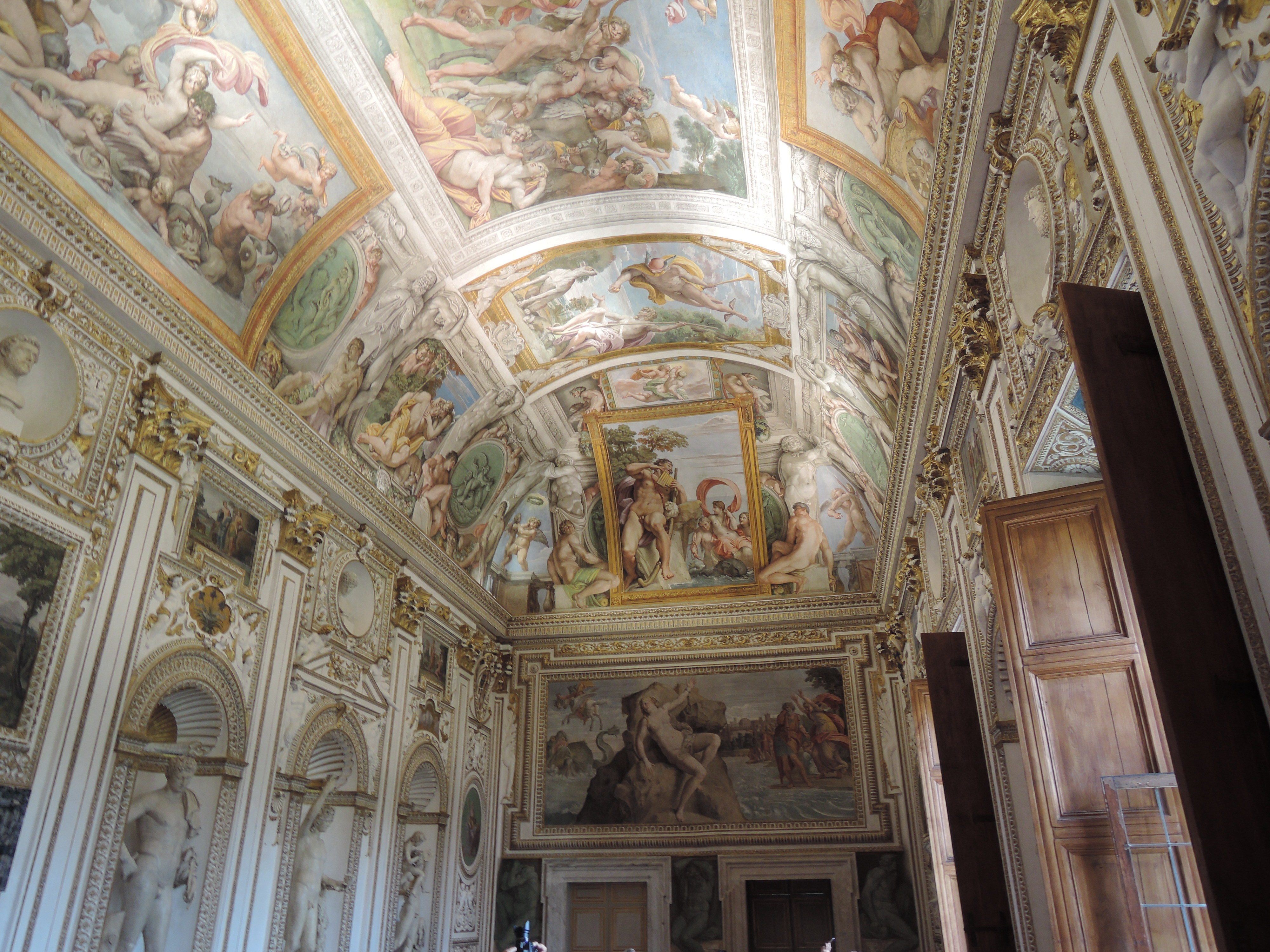
Fresques de la voûte de la Galerie des Carrache.

- 2000-2006 : restauration des fresques de Giotto et Cimabue à la basilique Saint-François d'Assise.
- 2001-2010 : restauration des peintures murales de la tombe de Sennefer à Louxor.
- 2003-2007 : restauration du portail polychromé de la cathédrale de Senlis.
- 2005 : conservation préventive de la tapisserie de Bayeux.
- 2009-2014 : étude et restauration du Retable de la Passion de Güstrow.
- 2010-2019 : restauration du Retable de l'Agneau mystique des frères Van Eyck à Gand[19].
- 2011-2015 : restauration des fresques de la Galerie des Carrache au Palais Farnèse (Rome)[20].
- 2012 : étude et restauration du Retable de la Passion de l’église Saint-Denis à Liège.
- 2015-2017 : étude et restauration du carton de tapisserie du Martyre de saint Paul de Pieter Coecke van Aelst au Musée de la Ville de Bruxelles[21].
- Depuis 2017 : étude et restauration du Retable de l’Adoration des Mages de la basilique San Nazaro Maggiore à Milan.
- 2019 : restauration du Retable de Saint Georges de Jan Borman aux Musées royaux d’Art et d’Histoire (Bruxelles).

### Expositions
- 2003 : commissaire belge d’Europalia Italie, Une Renaissance singulière. La cour des Este à Ferrare, Palais des Beaux-Arts (BOZAR), Bruxelles, 3 octobre 2003-11 janvier 2004.
- 2006-2007 : commissaire belge d’Europalia Europe, Le grand atelier. Les chemins croisés de l’art (Ve-XVIIIe siècles), Palais des Beaux-Arts (BOZAR), Bruxelles, 5 octobre 2007-20 janvier 2008.
- 2006-2008 : Trésors anciens et nouveaux de Wallonie. Ce Curieux Pays Curieux, Palais des Beaux-Arts (BOZAR), Bruxelles, 14 février-18 mai 2008.
- 2009-2012 : Fables du paysage flamand. Bosch, Bles, Brueghel, Bril, Palais des Beaux-Arts, Lille, 6 octobre 2012-14 janvier 2013.
- 2009-2013 : L’héritage de Rogier van der Weyden. La peinture à Bruxelles 1450-1520, Musées royaux des Beaux-Arts de Belgique, Bruxelles, 12 octobre 2013-26 janvier 2014[22].

## Prix et distinctions
- 1974 : prix du Ministère de la Culture française pour l’ouvrage Belgique renaissante (série Histoire de l’architecture en Belgique), Éditions M. Vokaer, Bruxelles, 1973 (en collaboration).
- 1986 : lauréate du Prix quadriennal Lavalleye-Coppens de l’Académie royale de Belgique pour l’ouvrage Colyn de Coter et la technique picturale des peintres flamands du XVe siècle, Lefebvre et Gillet, Bruxelles, 1985[23].
- Depuis 1994 : Fellow du International Institute for Conservation of Historic and Artistic Works (IIC)[24].
- 2011 : médaille de l’ICOM-CC en reconnaissance d’une contribution exemplaire dans le domaine de la conservation des biens culturels[25],[20].